# Jane Adams (Schauspielerin, 1965)
Jane Adams (* 1. April 1965 in Washington, D.C.) ist eine US-amerikanische Schauspielerin.

## Leben
Jane Adams spielte schon in ihrer Jugend viel Theater, hatte aber nicht vor, die Schauspielerei zum Beruf zu machen, sondern bewarb sich am Cornish Institute in Seattle mit dem Hauptfach Politikwissenschaften. Dort belegte sie jedoch auch einige Schauspielkurse und wechselte schließlich auf die Juilliard School in New York City.
Zunächst hatte sie, neben einigen Rollen in Fernsehfilmen, hauptsächlich Erfolg auf der Bühne. Für ihre Rollen in dem Broadway-Stück I Hate Hamlet bekam sie schon kurz nach ihrem Abschluss den Outer Critics Circle Award und wurde für den Drama Desk Award nominiert. Sie war fortan mehrere Jahre in der New Yorker Theaterszene aktiv. Ihr größter Broadwayerfolg war die Rolle der Sheila Birling in An Inspector’s Call. Sie wurde dafür mit einem Tony Award und einem Drama Desk Award ausgezeichnet.
Schon während ihrer Theaterkarriere reiste Jane Adams oft nach Los Angeles um ihre Karriere als Filmschauspielerin voranzutreiben. Sie bekam zunächst nur kleine Nebenrollen in Filmen wie I Love Trouble – Nichts als Ärger (1994) oder Vater der Braut 2 (1995). Der Durchbruch gelang ihr 1998 mit dem Film Happiness von Todd Solondz als die depressive Joy Jordan. Danach erhielt sie weitere Rollen wie die als Lehrerin in Songcatcher (2000) und die als Claire in Beziehungen und andere Katastrophen (2001).
Nach ihrer Rolle 2002 in Nix wie raus aus Orange County verschwand sie eine Weile aus dem Filmgeschäft, kehrte aber 2004 mit einer Nebenrolle in Vergiss mein nicht! wieder auf die Leinwand zurück.
Seit dem Jahr 2016 spielt sie vermehrt wiederkehrende Rollen in Fernsehserien wie Easy, Twin Peaks, Sneaky Pete oder Claws.

## Filmografie (Auswahl)
- 1985: Bombs Away
- 1990: Aufbruch der Söhne (Rising Son)
- 1990: Crisis (Vital Signs)
- 1992: Light Sleeper
- 1994: Mrs. Parker und ihr lasterhafter Kreis (Mrs. Parker and the Vicious Circle)
- 1994: I Love Trouble – Nichts als Ärger (I love Trouble)
- 1995: Ein Geschenk des Himmels – Vater der Braut 2 (Father of the Bride Part 2)
- 1996: Beziehungsweise (Relativity)
- 1996: Kansas City
- 1998: E-m@il für Dich (You’ve Got Mail)
- 1998: Liebe auf den ersten Schrei (Music from Another Room)
- 1998: Day at the Beach
- 1998: Happiness
- 1999: Dr. Mumford (Mumford)
- 1999: Texas Story (A Texas Funeral)
- 1999: A Fish in the Bathtub
- 1999–2000: Frasier (Fernsehserie, 11 Episoden)
- 2000: Die WonderBoys (Wonder Boys)
- 2000: Songcatcher
- 2000: From Where I Sit
- 2001: Citizen Baines
- 2001: Beziehungen und andere Katastrophen (The Anniversary Party)
- 2002: Nix wie raus aus Orange County (Orange County)
- 2004: Lemony Snicket – Rätselhafte Ereignisse (Lemony Snicket’s A Series of Unfortunate Events)
- 2004: Vergiss mein nicht! (Eternal Sunshine of the Spotless Mind)
- 2005: Jesse Stone: Eiskalt (Stone Cold)
- 2006: The Sensation of Sight
- 2006: Noch einmal Ferien (Last Holiday)
- 2006: Little Children
- 2007: Die Fremde in dir (The Brave One)
- 2007: Dr. House (House, Fernsehserie, Episode 3x20)
- 2008: Lifelines
- 2008: The Wackness – Verrückt sein ist relativ (The Wackness)
- 2009–2011: Hung – Um Längen besser (Hung, Fernsehserie, 30 Episoden)
- 2011: Restless
- 2015: Poltergeist
- 2016: Always Shine – Freunde für immer … (Always Shine)
- 2016–2019: Easy (Fernsehserie, 5 Episoden)
- 2017: Die Abenteuer von Brigsby Bär (Brigsby Bear)
- 2017: Twin Peaks (Fernsehserie, 6 Episoden)
- 2017: Claws (Fernsehserie, 4 Episoden)
- 2018–2019: Sneaky Pete (Fernsehserie, 8 Episoden)
- 2020: Messiah (Fernsehserie, 10 Episoden)
- 2020: She Dies Tomorrow
- seit 2021:  Hacks (Fernsehserie)
- 2022: Dog
- 2023: The Idol (Fernsehserie, 5 Episoden)